# Stellan Skarsgård
Stellan John Skarsgård (Göteborg, 13 de juny del 1951) és un actor suec de cinema, televisió i teatre. Ha fet una carrera internacional, amb papers importants, com el d'en Bill Anderson a la pel·lícula Mamma Mia! i de William Turner a la saga Pirates del Carib. Va guanyar un Os de Plata al Festival de Berlín de 1982.

## Carrera
Skarsgård començà la seva carrera en la interpretació molt aviat. La seva primera feina fou com a actor juvenil a la producció per a la televisió sueca Bombi Bitt och jag, el 1968, amb 16 anys. Amb 20 anys ja tenia una gran experiència en cinema, televisió i teatre.
Entre el 1972 i el 1988 treballà al Teatre Reial Dramàtic d'Estocolm.
Guanyà un Os de Plata al Festival de Berlín i el premi suec Guldbaggen per la seva actuació a la pel·lícula sueca Den enfaldige mördaren el 1982.
El 1985 treballà per primera vegada en una pel·lícula realitzada a Hollywood: Noon Wine. L'any següent participà en l'obra teatral Ett drömspel, i el 1988 participà en les obres teatrals Vita rum i Mäster Olof al Teatre Reial Dramàtic d'Estocolm.
Skarsgård fou candidat al paper d'Oskar Schindler a la pel·lícula de La llista de Schindler. Va unir-se professionalment el 1994 al director danès Lars von Trier, amb qui treballà a les pel·lícules Riget (televisió), Breaking the Waves i Dogville.
Els seus principals papers han estat els del pare Merrin a les pel·lícules Exorcist: The Beginning i Dominion: Prequel to the Exorcist; William Turner a les pel·lícules Pirates of the Caribbean: Dead Man's Chest i Pirates of the Caribbean: At World's End; i Bill Anderson a Mamma Mia!. També va treballar a pel·lícules com Ronin, Última sospita, Deep Blue Sea, El rei Artús i a Àngels i dimonis.

## Filmografia

### Cinema
- Strandhugg i somras, dirigida per Mikael Ekman (1972)
- Firmafesten, dirigida per Jan Halldoff (1972)
- Åttonde budet, dirigida per Ivo Dvorák - curtmetratge (1973)
- Fem døgn i august, dirigida per Svend Wam (1973)
- Bröllopet, dirigida per Jan Halldoff (1973)
- Anita - ur en tonårsflickas dagbok, dirigida per Torgny Wickman (1973)
- The Intruders, dirigida per Torgny Wickman (1975)
- Tabu, dirigida per Vilgot Sjöman (1977)
- Hemåt els natten, dirigida per Jon Lindström (1977)
- Kyssen, dirigida per Berit Lundell - curtmetratge (1981)
- Den enfaldige mördaren, dirigida per Hans Alfredson (1982)
- P & B, dirigida per Hans Alfredson (1983)
- Åke och hans värld, dirigida per Allan Edwall (1984)
- Falsk som vatten, dirigida per Hans Alfredson (1985)
- Pell Svanslös i Amerikatt, dirigida per Jan Gissberg i Stig Lasseby (1985) - veu
- Ormens väg på hälleberget, dirigida per Bo Widerberg (1986)
- Jim & piraterna Blom, dirigida per Hans Alfredson (1987)
- Hip hip hurra!, dirigida per Kjell Grede (1987)
- La insostenible lleugeresa del ser (The Unbearable Lightness of Being), dirigida per Philip Kaufman (1988)
- Vargens tid, dirigida per Hans Alfredson (1988)
- Friends, dirigida per Kjell-Åke Andersson (1988)
- The Perfect Murder, dirigida per Zafar Has (1988)
- s/y Glädjen, dirigida per Göran du Rées (1989)
- Täcknamn Coq Rouge, dirigida per Per Berglund (1989)
- Kvinnorna på taket, dirigida per Carl-Gustav Nykvist (1989)
- The Hunt for Red October, dirigida per John McTiernan (1990)
- God afton, Herr Wallenberg - En Passionshistoria från verkligheten, dirigida per Kjell Grede (1990)
- Oxen, dirigida per Sven Nykvist (1991)
- Den demokratiske terroristen, dirigida per Per Berglund (1992)
- La força del vent, dirigida per Carroll Ballard (1992)
- Kådisbellan, dirigida per Åke Sandgren (1993)
- Polis polis potatismos, dirigida per Per Berglund (1993) - no acreditat
- Sista dansen, dirigida per Colin Nutley (1993)
- Jönssonligans största kupp, dirigida per Hans Åke Gabrielsson (1995)
- Kjærlighetens kjøtere, dirigida per Hans Petter Moland (1995)
- Hundarna i Riga, dirigida per Per Berglund (1995)
- Harry och Sonja, dirigida per Björn Runge (1996)
- Breaking the Waves, dirigida per Lars von Trier (1996)
- Insomnia, dirigida per Erik Skjoldbjærg (1997)
- My Son the Fanatic, dirigida per Udayan Prasad (1997)
- Good Will Hunting, dirigida per Gus Van Sant (1997)
- Amistad, dirigida per Steven Spielberg (1997)
- Glasblåsarns barn, dirigida per Anders Grönros (1998)
- Savior, dirigida per Predrag Antonijevic (1998)
- Ronin, dirigida per John Frankenheimer (1998)
- Deep Blue Sea, dirigida per Renny Harlin (1999)
- Passion of Mind, dirigida per Alain Berliner (2000)
- Signs & Wonders, dirigida per Jonathan Nossiter (2000)
- Timecode, dirigida per Mike Figgis (2000)
- Dancer en the Dark, dirigida per Lars von Trier (2000)
- Aberdeen, dirigida per Hans Petter Moland (2000)
- Powder Keg, dirigida per Alejandro González Iñárritu - curtmetratge (2001)
- Bang Bang, dirigida per Stewart Sugg (2001)
- Prendre partit (Taking Sides), dirigida per István Szabó (2001)
- Última sospita (The Glass House), dirigida per Daniel Sackheim (2001)
- Sense cap motiu aparent (No Good Deed), dirigida per Bob Rafelson (2002)
- City of Ghosts, dirigida per Matt Dillon (2002)
- Att döda ett barn, dirigida per Björne Larson i Alexander Skarsgård - curtmetratge (2003) - veu
- Dogville, dirigida per Lars von Trier (2003)
- Eiffeltornet, dirigida per Niklas Rådström - curtmetratge (2004)
- King Arthur, dirigida per Antoine Fuqua (2004)
- Exorcist: The Beginning, dirigida per Renny Harlin (2004)
- Dominion: Prequel to the Exorcist, dirigida per Paul Schrader (2005)
- Torte Bluma, dirigida per Benjamin Ross - curtmetratge (2005)
- Beowulf & Grendel, dirigida per Sturla Gunnarsson (2005)
- Guilty Hearts, dirigida per George Augusto, Savina Dellicour i Phil Dornfeld (2006)
- Kill Your Darlings, dirigida per Björne Larson (2006)
- Pirates of the Caribbean: Dead Man's Chest, dirigida per Gore Verbinski (2006)
- Goya's Ghosts, dirigida per Milos Formen (2006)
- WΔZ, dirigida per Tom Shankland (2007)
- Pirates of the Caribbean: At World#'s End, dirigida per Gore Verbinski (2007)
- Arn - Tempelriddaren, dirigida per Peter Flinth (2007)
- Mamà Meva!, dirigida per Phyllida Lloyd (2008)
- Arn - Riket vid vägens slut, dirigida per Peter Flinth (2008)
- Angels & Demons dirigida per Ron Howard (2009)
- Boogie Woogie, dirigida per Duncan Ward (2009)
- Metropia, dirigida per Tarik Saleh (2009) - veu
- En ganske snill mann, dirigida per Hans Petter Moland (2010)
- Frankie & Alice, dirigida per Geoffrey Sax (2010)
- Muumi ja punainen pyrstötähti, dirigida per Maria Lindberg (2010) - veu
- As If I Am Not There, dirigida per Juanita Wilson (2010)
- Dimension 1991-2024, dirigida per Lars von Trier - curtmetratge (2010)
- Kongen av Bastøy, dirigida per Marius Holst (2010)
- Thor, dirigida per Kenneth Branagh (2011)
- Melancholia, dirigida per Lars von Trier (2011)
- Millennium: Els homes que no estimaven les dones, dirigida per David Fincher (2011)
- The Avengers, dirigida per Joss Whedon (2012)
- Rouge Brésil, dirigida per Sylvain Archambault (2013)
- Thor: The Dark World, dirigida per Alan Taylor (2013)
- El metge (Der Medicus), dirigida per Philipp Stölzl (2013)
- Romeo and Juliet, dirigida per Carlo Carlei (2013)
- Un llarg viatge, dirigida per Jonathan Teplitzky (2013)
- Nymphomaniac: volum I, dirigida per Lars von Trier (2013)
- Nymphomaniac: volum II, dirigida per Lars von Trier (2013)
- Kraftidioten, dirigida per Hans Petter Moland (2014)
- Hector and the Search for Happiness, dirigida per Peter Chelsom (2014)
- Cinderella, dirigida per Kenneth Branagh (2015)
- Avengers: Age of Ultron, dirigida per Joss Whedon (2015)
- Our Kind of Traitor, dirigida per Susanna White (2016)
- Return to Montauk, dirigida per Volker Schlöndorff (2017)
- Borg McEnroe, dirigida per Janus Metz Pedersen (2017)
- Mamma Mia! Here We Go Again, dirigida per Ol Parker (2018)
- Chernobyl, minisèrie d'Sky/HBO dirigida per Craig Mazin (2019).[2]
- Dune, dirigida per Denis Villeneuve (2021)
- Dune: Part 2, dirigida per Denis Villeneuve (2024)